# Zsarolyán, Szabolcs-Szatmár-Bereg
Zsarolyán  este un sat în districtul Fehérgyarmat, județul Szabolcs-Szatmár-Bereg, Ungaria, având o populație de 419 locuitori (2011). 

## Demografie
Componența etnică a satului Zsarolyán
     Maghiari (90,72%)
     Romi (9,28%)
Componența confesională a satului Zsarolyán
     Reformați (67,3%)
     Greco-catolici (4,3%)
     Fără religie (4,3%)
     Romano-catolici (3,34%)
     Necunoscută (20,76%)
     Alte religii (1,91%)
Conform recensământului din 2011, satul Zsarolyán avea 419 locuitori. Din punct de vedere etnic, majoritatea locuitorilor (90,72%) erau maghiari, cu o minoritate de romi (9,28%).  Din punct de vedere confesional, majoritatea locuitorilor (67,3%) erau reformați, existând și minorități de persoane fără religie (4,3%), greco-catolici (4,3%) și romano-catolici (3,34%). Pentru 20,76% din locuitori nu este cunoscută apartenența confesională.